# Scott Michael Campbell
Scott Michael Campbell (Missoula, 14 agosto 1971) è un attore statunitense.

## Filmografia

### Cinema
- Benvenuti a Radioland (Radioland Murders), regia di Mel Smith (1994)
- Facile preda (Fair Game), regia di Andrew Sipes (1995)
- Flubber - Un professore tra le nuvole (Flubber), regia di Les Mayfield (1997)
- Bulworth - Il senatore (Bulworth), regia di Warren Beatty (1998)
- Panico nel vuoto (Panic), regia di Bob Misiorowski (2001)
- Sotto corte marziale (Hart's War), regia di Gregory Hoblit (2002)
- Il volo della fenice (Flight of the Phoenix), regia di John Moore (2004)
- I segreti di Brokeback Mountain (Brokeback Mountain), regia di Ang Lee (2005)
- Guida per riconoscere i tuoi santi (A Guide to Recognizing Your Saints), regia di Dito Montiel (2006)
- Cougar Club, regia di Christopher Duddy (2007)
- Push, regia di Paul McGuigan (2009)
- Stay Cool, regia di Michael Polish (2009)
- Die Hard - Un buon giorno per morire (A Good Day to Die Hard), regia di John Moore (2013)
- Hellbent, regia di Tjardus Greidanus (2018)
- The Baby Pact, regia di Matt Berman (2021)

### Televisione
- Un raggio di luna per Dorothy Jane (The Torkelsons) – serie TV, episodio 1x14 (1992)
- Una famiglia come le altre (Life Goes On) – serie TV, episodio 3x15 (1992)
- Evening Shade – serie TV, episodio 3x03 (1992)
- Indagini pericolose (Bodies of Evidence) – serie TV, episodio 2x04 (1993)
- Sisters – serie TV, episodio 4x03 (1993)
- L.A. Law - Avvocati a Los Angeles (L.A. Law) – serie TV, episodio 8x13 (1994)
- Christy – serie TV, 4 episodi (1994-1995)
- Living Single – serie TV, episodi 3x02-3x07 (1995)
- Marshal (The Marshal) – serie TV, episodio 2x11 (1995)
- The Jeff Foxworthy Show – serie TV, episodio 1x15 (1996)
- E.R. - Medici in prima linea (ER) – serie TV, 7 episodi (1996)
- Il mio amico Alf (Project: ALF) – film TV (1996)
- Finalmente a casa (Homecoming) – film TV (1996)
- Frasier – serie TV, episodio 6x02 (1998)
- Chicago Hope – serie TV, episodio 5x15 (1999)
- West Wing - Tutti gli uomini del Presidente (The West Wing) – serie TV, episodio 3x04 (2001)
- Crossing Jordan – serie TV, episodio 1x10 (2001)
- Blind Justice – serie TV, episodio 1x06 (2005)
- Grey's Anatomy – serie TV, episodio 2x02 (2005)
- Dr. House - Medical Division (House, M.D.) – serie TV, episodi 2x20-2x21 (2006)
- CSI - Scena del crimine (CSI: Crime Scene Investigation) – serie TV, episodio 6x24 (2006)
- Psych – serie TV, episodio 1x05 (2006)
- NCIS - Unità anticrimine (NCIS) – serie TV, episodio 4x06 (2006)
- Una mamma per amica (Gilmore Girls) – serie TV, episodio 7x06 (2006)
- Standoff – serie TV, episodio 1x08 (2006)
- Pandemic - Il virus della marea (Pandemic) – film TV, regia di Armand Mastroianni (2007)
- Shark - Giustizia a tutti i costi (Shark) – serie TV, episodio 1x12 (2007)
- Cold Case - Delitti irrisolti (Cold Case) – serie TV, episodio 4x15 (2007)
- 24 – serie TV, episodio 6x15 (2007)
- Boston Legal – serie TV, episodio 3x19 (2007)
- Burn Notice - Duro a morire (Burn Notice) – serie TV, episodio 1x05 (2007)
- Journeyman – serie TV, episodio 1x06 (2007)
- Criminal Minds – serie TV, episodio 3x15 (2008)
- The Shield – serie TV, episodio 7x06 (2008)
- Life – serie TV, episodio 2x04 (2008)
- Private Practice – serie TV, episodio 2x07 (2008)
- Southland – serie TV, episodio 1x01 (2009)
- Supernatural – serie TV, episodio 5x03 (2009)
- CSI: Miami – serie TV, episodio 8x14 (2010)
- The Forgotten – serie TV, episodio 1x17 (2010)
- Brothers & Sisters - Segreti di famiglia (Brothers & Sisters) – serie TV, episodio 4x18 (2010)
- Drop Dead Diva – serie TV, episodio 2x07 (2010)
- Bones – serie TV, episodio 6x02 (2010)
- The Event – serie TV, 5 episodi (2010)
- Dexter – serie TV, episodio 6x07 (2011)
- Castle – serie TV, episodio 4x09 (2011)
- Touch – serie TV, episodio 1x09 (2012)
- Major Crimes – serie TV, episodio 1x05 (2012)
- Motive – serie TV, episodio 1x03 (2013)
- Franklin & Bash – serie TV, episodio 3x08 (2013)
- Hell on Wheels – serie TV, episodio 3x01 (2013)
- Longmire – serie TV, 8 episodi (2014-2017)
- Masters of Sex – serie TV, episodio 2x11 (2014)
- Resurrection – serie TV, episodio 2x02 (2014)
- Stalker – serie TV, episodio 1x07 (2014)
- NCIS: New Orleans – serie TV, episodio 1x14 (2015)
- Wayward Pines – serie TV, 2 episodi (2015)
- Suits – serie TV, 5 episodi (2015-2018)
- Supergirl – serie TV, episodio 1x04 (2015)
- Code Black – serie TV, episodio 1x10 (2015)
- Hawaii Five-0 – serie TV, episodio 6x22 (2016)
- Shameless – serie TV, 38 episodi (2016-2021)
- Rosewood – serie TV, episodio 2x20 (2017)
- Unsolved – serie TV, 5 episodi (2018)
- This Is Us – serie TV, 2 episodi (2018-2021)
- Magnum P.I. – serie TV, episodio 1x15 (2019)
- The InBetween – serie TV, episodio 1x02 (2019)
- Party of Five – serie TV, 2 episodi (2020)
- For All Mankind – serie TV, 6 episodi (2021)

## Doppiatori italiani
Nelle versioni in italiano delle opere in cui ha recitato, Scott Michael Campbell è stato doppiato da:
- Roberto Certomà in Guida per riconoscere i tuoi santi, 24, NCIS: New Orleans
- Enrico Di Troia in Sotto corte marziale, Burn Notice - Duro a morire
- Stefano Crescentini in Il volo della fenice, Shameless
- Alessandro Ballico in CSI - Scena del crimine, In nome del cielo
- Franco Mannella in Wayward Pines, Unsolved
- Luigi Ferraro in Bones, Suits
- Francesco De Francesco in Grey's Anatomy
- Roberto Draghetti in Dr. House - Medical Division
- Alessandro Quarta in Cold Case - Delitti irrisolti
- Antonio Sanna in The Event
- Gaetano Varcasia in Psych
- Gaetano Lizzio in NCIS - Unità anticrimine
- Enrico Pallini in Longmire
- Manfredi Aliquò in Private Practice
- Gianni Bersanetti ne I segreti di Brokeback Mountain
- Gianluca Tusco in Criminal Minds
- Sergio Lucchetti in The Shield
- Andrea Lavagnino in Supernatural
- Raffaele Palmieri in CSI: Miami
- Guido Di Naccio in Castle
- Saverio Indrio in Touch
- Stefano Miceli in Major Crimes
- Alberto Bognanni in Code Black
- Luca Dal Fabbro in Hawaii Five-0
- Stefano Valli in Magnum P.I.
- Mauro Gravina in All Rise